# Сотворение мира в мифологии йоруба
Легенда о сотворении мира африканского народа йоруба, населяющего Нигерию, Бенин и Того (Йорубаленд), принимает за исходную точку первозданный бесформенный водный хаос без суши и моря в виде бесконечного бесплодного болота, над которым в небесах пребывали боги — Верховное Существо, Олорун, Ориша Нла и другие.
Олорун вручил Ориша Нла скорлупу улитки, наполненную волшебной землёй, голубя и курицу с пятью пальцами. Ориша Нла спустился в Хаос, бросил волшебную землю в маленькую ямку. Голубь и курица начали рыться в волшебной земле и рылись до тех пор, пока суша не отделилась от моря...
Сотворение земли продолжалось четыре дня. На пятый день Ориша Нла отдыхал от своих трудов. 
На небесах Олорун начал творить первых людей...